# 张宏 (少将)
張宏，男。中國大陸軍事、政治人物。中國人民解放军少將丶中共黨員，曾長期任職于北京衞戍區。
曾擔任過北京衞戍區參謀長、北京衞戍區副司令員等職，于2017年升任少將